# Vaghashen
Vaghashen (in armeno Վաղաշեն?, fino al 1935 Abdalaghalu) è un comune dell'Armenia di 4 235 abitanti (2009) della provincia di Gegharkunik, fondato tra il 1828 ed il 1829.